# 約翰斯頓海峽
約翰斯頓海峽（英語：Johnston Passage），是南極洲的海峽，分隔阿米奧特群島和阿德萊德島西南部，由英國南極名稱諮詢委員會命名，現時由南極條約體系管理。